# Senožeče
Senožeče este o localitate din comuna Divača, Slovenia, cu o populație de 611 locuitori.